# Emirat de Làrida
L'emirat de Làrida o taifa de Làrida (àrab: طائفة لاردة, ṭāʾifa Lārida) fou un regne andalusí centrat en la ciutat homònima i creat, arran de l'esfondrament del Califat de Còrdova (1017-1023), per Sulayman ibn Muhàmmad al-Mustaín, el qual acollí, entre 1031 i 1036, a la Suda de Làrida, el darrer califa Hixam III.

## Història
En 1039 al-Mustaín conquereix la taifa de Saragossa i regna a tot Ath-Thaghr al-Ala (‘la Frontera Superior’). El seu fill, Yússuf ibn Sulayman al-Mudhàffar, heretà el reialme lleidatà, cedint el 1050, Camarasa i Cubells al comtat de Barcelona, i l'emirat li fou arrabassat pel seu germà Abu-Jàfar Àhmad ibn Sulayman al-Múqtadir de Saraqusta, qui en morir deixà l'emirat de Làrida, amb els de Turtuixa i Dàniyya, a al-Múndhir Imad-ad-Dawla, i a la seva mort en 1090 el regne passà al seu jove hereu Sulayman Sayyid-ad-Dawla, el darrer dels Banu Hud que governà a la ciutat, que s'alià amb Berenguer Ramon II, comte de Barcelona, contra el Cid.
Posteriorment caigué en poder dels almoràvits i restà en mans de successius governadors saharians, el més conegut dels quals va ser Abu-Hilal (conegut també com a Avin-Hilet o Avifelel) que pactà una aliança amb Ramon Berenguer III el 14 de novembre de 1120 a canvi d'evitar la caiguda de Làrida en mans aragoneses i bloquejar el seu avanç cap al Mediterrani, doncs avançaven a l'Aragó i conquerien Saraqusta el 1118. Alfons el Bataller, que aspirava a conquerir l'emirat, es va enutjar i va posar setge a la ciutat el maig de 1122.
Més endavant al-Mudhàffar va lliurar Lleida als comtes Ramon Berenguer IV de Barcelona i Ermengol VI d'Urgell el 24 d'octubre de 1149, que van nomenar Guillem Ramon I de Montcada com a castlà.

## Llista de governants de l'Emirat de Làrida
- Sulayman ibn Muhàmmad al-Mustaín (1036-1046)
- Yússuf ibn Sulayman al-Mudhàffar (1046-1079)

- a Saraqusta (1079-1082)

- Al-Múndhir Imad-ad-Dawla (1082-1090)
- Sulayman Sayyid-ad-Dawla (1090-1102)

- Als almoràvits (1102)